# Giovanni Maria Berengo
Giovanni Maria Berengo, italijanski rimskokatoliški duhovnik, škof, nadškof, * 6. julij 1820, Benetke, † 7. marec 1896, Videm.

## Življenjepis
Leta 1879 je postal škof Mantove in leta 1884 nadškof Vidma.